# 新興郡 (中国)
新興郡（しんこう-ぐん）は、中国にかつて存在した郡。後漢末から唐代にかけて、同名の郡が別の地に立てられた。

## 并州の新興郡
本節では、現在の山西省北部に設置された新興郡について述べる。
215年（後漢の建安20年）、雲中郡・定襄郡・五原郡・朔方郡が県に降格され、4県を管轄する新興郡が立てられた。新興郡は并州に属した。
晋のとき、新興郡は九原・定襄・雲中・広牧・晋昌の5県を管轄した。恵帝のとき、新興郡は晋昌郡と改称された。ほどなく再び新興郡が設置された。
446年（北魏の太平真君7年）、新興郡は肆州に転属した。永安年間に新興郡は永安郡と改称された。永安郡は定襄・陽曲・平寇・蒲子・驢夷の5県を管轄した。
北斉のときに新興郡が再び置かれた。北周のとき、新興郡は廃止されて、雁門郡に編入された。
582年（隋の開皇2年）、銅川県に新興郡が置かれた。583年（開皇3年）、隋が郡制を廃すると、新興郡は廃止された。618年（義寧2年）、楼煩郡秀容県に新興郡が置かれた。
同年（武徳元年）、唐により新興郡は忻州と改められた。

## 梁州の新興郡
本節では、現在の湖北省十堰市に設置された新興郡について述べる。
南朝宋の末年、晋昌郡を廃止して、新興郡が立てられた。新興郡は吉陽・東関の2県を管轄した。
南朝斉のとき、新興郡は吉陽・東関の2県を管轄した。

## 交州の新興郡
本節では、現在の中国とベトナムの国境地帯に設置された新興郡について述べる。271年（建衡3年）、三国の呉が交阯郡を分割して新興郡を立てた。282年（晋の太康3年）、新昌郡と改められた。

## 新州の新興郡
本節では、現在の広東省雲浮市に設置された新興郡について述べる。621年（武徳4年）、唐が蕭銑を平定すると、隋の信安郡新興県であった地に新州が置かれた。742年（天宝元年）、新州は新興郡と改称された。758年（乾元元年）、新興郡は新州と改称された。